# Valentin Torka
Valentin Torka (ur. 28 stycznia 1867 w Starych Kotkowicach, zm. 3 listopada 1952 w Bärenthal) – niemiecki botanik, nauczyciel, badacz flory i fauny na Śląsku i Wielkopolsce. Autor ponad 50 prac naukowych i doniesień.

## Życiorys

### Kariera nauczycielska
Urodził się 28 stycznia 1867 w Starych Kotkowicach koło Głogówka w powiecie prudnickim jako syn rolnika Franza Torki i jego żony Magdaleny z domu Gnilka. Valentin jako nastolatek pracował jako leśniczy w Galicji. W roku akademickim 1887/1888 przez dwa semestry studiował w Akademii Leśnej w Tharandt, jednak później ukończył seminarium nauczycielskie w Pilchowicach. Pierwszy egzamin nauczycielski zdał 16 marca 1893 w seminarium w Pilchowicach, a drugi – 23 października 1895 w Gościkowie.
Od 1893 był nauczycielem w szkole ludowej w Jordanowie, w 1894 został przeniesiony do szkoły ludowej w Nowym Dworku, a w 1898 do szkoły ludowej w Świebodzinie. 11 maja 1902 w Nowym Dworku ożenił się z Marią Anną Hedwig (ur. 1882), z którą miał siedmioro dzieci. W latach 1906–1920 pracował jako nauczyciel w Nakle nad Notecią, a następnie aż do przejścia na emeryturę w marcu 1932 uczył w gimnazjum w Prudniku (późniejsze I Liceum Ogólnokształcące).

### Praca jako botanik
Od 1895 Torka był członkiem Oddziału Botanicznego Przyrodniczego Stowarzyszenia Prowincji Poznańskiej, a w 1901 wstąpił do Botanischer Verein der Provinz Brandenburg. Początkowo zajmował się florą roślin naczyniowych z okolic Jordanowa, Nowego Dworku i Świebodzina, jednak w 1901 opublikował pierwszy artykuł o okrzemkach, a dwa lata później artykuł poświęcony mszakom. Od tej pory zajmował się również fykologią i briologią. W roku 1914 zaczął dystrybuować wydawnictwo zielnikowe „Bryotheca Posnaniensis”. Ukazały się tylko jego dwa pierwsze fascykuły (numery 1–100), natomiast zielnik zawierający numery 101–250, które miały znaleźć się w planowanych trzech kolejnych fascykułach, przekazał później Muzeum Wielkopolskiemu w Poznaniu. Jego pierwsze publikacje entomologiczne poświęcone były smolikowi szyszkowcowi (Pissodes validirostris (Sahlberg)), chrząszczowi z rodziny ryjkowcowatych (Curculionidae), paziowi królowej (Papilio machaon L.) i cybeli lnowcowi (Tettigometra obliqua (Panz.)), piewikowi z rodziny cybelowatych (Tettigometridae), później jednak zajmował się głównie błonkówkami, w obrębie których specjalizował się w gąsienicznikach (Ichneumonoidea).
W latach 20. XX wieku był członkiem Verein Schlesischer Ornithologen, w 1923 opublikował artykuł o ptakach z okolic Prudnika, a w latach 1924–1927 informacje o jego obserwacjach ornitologicznych z okolic Prudnika publikował Eberhard Drescher. Od 1928 współpracował z Zielnikiem Śląskim – jego doniesienia florystyczne z lat 1928 i 1929 znalazły się w sprawozdaniach Theodora Schube, a w latach 1931 i 1932 opublikował je Emil Schalow.
Niektóre z nowych gatunków opisanych przez Torkę okazały się synonimami gatunków opisanych już wcześniej. W 1921 znalazł między Starymi Kotkowicami i Wróblinem na chabrze łąkowym samce i samice spójnicy, które uznawszy za przedstawicieli nowego gatunku opisał pod nazwą Melitta centaureae. Z czasem nazwa ta stała się synonimem nazwy spójnicy lucernowej, Melitta leporina Panzer. Znane były też już wcześniej opisane przez niego gatunki gąsiecznika Megaplectes lucens (=Megaplectes monticola (Gravenhorst)) i przydanki Trigonalys prudnicensis (=Pseudogonalos hahnii (Spinola)). W 1907 Torka znalazł w okolicy Nakła nad Notecią gatunek soczeniczka Aloina collina (pierwotnie Aloina longirostris), mchu z rodziny płoniwowatych (Pottiaceae), a w 1939 opisał gatunek gąsienicznika Cryptus szulczewskii, któremu nadał nazwę na cześć swojego przyjaciela Jerzego Wojciecha Szulczewskiego.
Z opisanych przez Torkę nowych gatunków okrzemek przytaczane są: Cymbella mutica z „Siedmiu Źródeł” koło Nakła nad Notecią i Caloneis potamea odkryta przez niego w jeziorze Paklicko Wielkie koło Świebodzina, ponownie znaleziona w jeziorze Zelwa na Suwalszczyźnie. Znaleziona w 1932 koło Prudnika Navicula hexagona to obecnie Decussata hexagona (Torka) Lange-Bartalot. Status niektórych z jego odkryć (m.in. Gomphonema cyclocephalum, Navicula recognita, Pinnularia ssignata, Pinnularia umbratica) jest niepewny.

### Śmierć
Podczas II wojny światowej spłonęły wszystkie zbiory i materiały Torki w Prudniku (bogata kolekcja owadów i materiały zielnikowe), a on sam w marcu 1945 wraz z rodziną opuścił Prudnik. Przeniósł się do Wirtembergii, gdzie zamieszkał w Bärenthal. Zmarł tam 3 listopada 1952.

## Upamiętnienie
W 1971 nazwisko Torki upamiętnił węgierski entomolog Jenő Papp w nazwie błonkówki Bracomorpha torkai z rodziny męczelkowatych (Braconidae). Torka w 1935 wyhodował samicę tego gatunku z larwy pasożytującej na bierce lipowej (Exocentrus lusitanus L.), chrząszczu z rodziny kózkowatych (Cerambycidae).